# Eleições distritais no Distrito Federal em 1947
As eleições distritais no Distrito Federal em 1947 ocorreram em 19 de janeiro como parte das eleições no Distrito Federal, em 20 estados e nos territórios federais do Amapá, Rondônia e Roraima. Não houve eleição para governador, contudo foram eleitos o senador Andrade Ramos e os cinquenta vereadores que comporiam a Câmara Municipal do Rio de Janeiro.
O formato sui generis da eleição carioca deriva do fato que o Distrito Federal é uma unidade federativa mista, uma cidade-estado, e por isso a Constituição determinava que a cidade do Rio de Janeiro seria administrada por um prefeito nomeado pelo presidente da República após assentimento do Senado Federal, mas em compensação era o único município que possuía o direito de eleger representantes para o Congresso Nacional num total de três senadores e dezessete deputados federais em sua bancada, mesmo número de parlamentares do vizinho estado do Rio de Janeiro, cuja capital é Niterói.
Legalmente, a cidade do Rio de Janeiro foi separada do estado de mesmo nome em 1763 ao ser apontada capital do Brasil Colônia e manteve esse status durante o Reino Unido e nos anos seguintes à Independência do Brasil. Designada pelo Governo Regencial como município neutro do Rio de Janeiro através do Ato Adicional de 12 de agosto de 1834, tornou-se capital da República em  15 de novembro de 1889, condição mantida até a mudança da capital federal para Brasília em 21 de abril de 1960 quando o antigo Distrito Federal foi transformado no estado da Guanabara cuja existência durou até a fusão com o Rio de Janeiro em 15 de março de 1975 no Governo Ernesto Geisel.
Nascido no Rio de Janeiro, Andrade Ramos é formado em Engenharia Elétrica à Escola Politécnica da Universidade Federal do Rio de Janeiro em 1904 com Doutorado em Física e Matemática. Professor na Escola Naval, compôs o Conselho Nacional do Trabalho e o Conselho de Assistência e Proteção aos Menores, além de prestar serviços ao Ministério da Justiça e Federação das Indústrias do Estado do Rio de Janeiro. Eleito deputado federal em 1933, participou da elaboração da Constituição de 1934 e após o Estado Novo, foi assessor do Ministério da Fazenda, presidiu o Conselho Superior das Caixas Econômicas Federais e lecionou à Pontifícia Universidade Católica do Rio de Janeiro. Derrotado em 1945 ao buscar um mandato de senador pela UDN, mudou de legenda e foi bem-sucedido numa nova tentativa.

## Resultado da eleição para senador
Segundo o Tribunal Superior Eleitoral, houve 415.726 votos nominais.
| Andrade Ramos PTN       | Ver abaixo - | - | Aliança Trabalhista e Democrática (PTN, PR, PTB, PDC, PSD, PPB) | 195.439 | 47,01% |
| João Amazonas PCB       | Ver abaixo - | - | PCB (sem coligação)                                             | 122.632 | 29,50% |
| Heitor Beltrão UDN      | Ver abaixo - | - | UDN (sem coligação)                                             | 87.328  | 21,00% |
| João Mangabeira PSB     | Ver abaixo - | - | PSB (sem coligação)                                             | 8.842   | 2,13%  |
| Antônio Bittencourt PSP | Não havia -  | - | PSP (sem coligação)                                             | 1.485   | 0,36%  |
| Fontes:                 |              |   |                                                                 |         |        |

## Resultado da eleição para suplente de senador
Segundo o Tribunal Superior Eleitoral, houve 401.877 votos nominais.
| Ver acima - | Gilberto Marinho PTN           | - | Aliança Trabalhista e Democrática (PTN, PR, PTB, PDC, PSD, PPB) | 113.352 | 28,21% |
| Ver acima - | Franklin Bittencourt PCB       | - | PCB (sem coligação)                                             | 111.615 | 27,77% |
| Ver acima - | Paulo Acioli de Sá UDN         | - | UDN (sem coligação)                                             | 87.140  | 21,68% |
| Ver acima - | Cornélio José Fernandes Neto - | - | Nome não disponível (PDC, PTB, PSP)                             | 64.304  | 16,00% |
| Ver acima - | Sales Filho PR                 | - | PR (sem coligação)                                              | 15.793  | 3,93%  |
| Ver acima - | Felipe Moreira Lima PSB        | - | PSB (sem coligação)                                             | 7.883   | 1,96%  |
| Ver acima - | Sebastião Luiz de Oliveira PPB | - | PPB (sem coligação)                                             | 1.790   | 0,45%  |
| Fontes:     |                                |   |                                                                 |         |        |

## Vereadores eleitos
A Câmara Municipal do Distrito Federal foi instalada em 14 de março de 1947 sob a presidência do desembargador Afrânio Costa, presidente do Tribunal Regional Eleitoral, numa solenidade onde compareceram o ministro da Justiça, Benedito Costa Neto, e o senador Melo Viana, vice-presidente do Senado Federal. Sobre a composição da Câmara Municipal, nela havia desde políticos como Carlos Lacerda, até figuras ligadas ao meio artístico e de entretenimento como o Barão de Itararé, o compositor Ary Barroso e o poeta Jorge de Lima.

Representação eleita
  PCB: 18
  UDN: 9
  PTB: 9
  PSD: 6
  PR: 5
  ED: 1
  PRP: 1
  PTN: 1

FonteːTSE
| Relação dos vereadores eleitos | Partido | Votação | Percentual | Cidade onde nasceu   | Unidade federativa |
| Carlos Lacerda                 | UDN     | 34.762  |            | Rio de Janeiro       | Rio de Janeiro     |
| Benedito Mergulhão             | PR      | 12.978  |            | Rio de Janeiro       | Rio de Janeiro     |
| Pedro Braga                    | PCB     | 10.520  |            |                      |                    |
| Moura Brasil                   | PSD     | 10.053  |            | Rio de Janeiro       | Rio de Janeiro     |
| Agildo Barata                  | PCB     | 9.689   |            | Rio de Janeiro       | Rio de Janeiro     |
| Ary Barroso                    | UDN     | 5.736   |            | Ubá                  | Minas Gerais       |
| João Luiz de Carvalho          | PTB     | 5.560   |            |                      |                    |
| Luís da Gama Filho             | PR      | 5.467   |            | Rio de Janeiro       | Rio de Janeiro     |
| Otávio Brandão                 | PCB     | 5.257   |            | Viçosa               | Alagoas            |
| João Alberto                   | PTB     | 5.099   |            | Recife               | Pernambuco         |
| Alencastro Guimarães           | PTB     | 4.842   |            | São Sebastião do Caí | Rio Grande do Sul  |
| Crispim da Fonseca             | PTB     | 4.697   |            |                      |                    |
| Frota Aguiar                   | PTB     | 4.610   |            | Camocim              | Ceará              |
| Sagramor de Scuvero            | PR      | 4.357   |            |                      |                    |
| Adauto Lúcio Cardoso           | UDN     | 4.099   |            | Curvelo              | Minas Gerais       |
| Manoel Coelho                  | PCB     | 4.075   |            |                      |                    |
| Bacelar Couto                  | PCB     | 3.872   |            |                      |                    |
| Levi Miranda                   | PTB     | 3.801   |            |                      |                    |
| Manoel Paz                     | PCB     | 3.755   |            |                      |                    |
| Arcelina Mochel                | PCB     | 3.704   |            |                      |                    |
| Aparício Torelly               | PCB     | 3.699   |            | Rio Grande           | Rio Grande do Sul  |
| Luís Paes Leme                 | UDN     | 3.453   |            |                      |                    |
| João Machado                   | PTB     | 3.371   |            |                      |                    |
| Francisco Alvarenga            | PSD     | 3.356   |            |                      |                    |
| Osório Borba                   | ED      | 3.339   |            | Aliança              | Pernambuco         |
| Álvaro Dias                    | PR      | 3.217   |            |                      |                    |
| Manoel Lins                    | PTB     | 3.191   |            |                      |                    |
| Arlindo Pinho                  | PCB     | 3.189   |            |                      |                    |
| João Massena                   | PCB     | 3.187   |            | Palmares             | Pernambuco         |
| Geraldo Moreira                | PTB     | 3.110   |            |                      |                    |
| Ary Rodrigues                  | PCB     | 2.907   |            |                      |                    |
| Aloísio Neiva                  | PCB     | 2.742   |            |                      |                    |
| Lígia Bastos                   | UDN     | 2.647   |            | Rio de Janeiro       | Rio de Janeiro     |
| Antônio de Oliveira            | PCB     | 2.641   |            |                      |                    |
| Amarílio Vasconcelos           | PCB     | 2.604   |            |                      |                    |
| Hermes de Caires               | PCB     | 2.374   |            |                      |                    |
| Jaime da Silva                 | PRP     | 2.213   |            |                      |                    |
| Iguatemi Ramos                 | PCB     | 2.189   |            |                      |                    |
| Valter Moreira                 | PSD     | 2.160   |            |                      |                    |
| Odila Schimidt                 | PCB     | 2.129   |            |                      |                    |
| José do Rego                   | PCB     | 2.121   |            |                      |                    |
| Nilo Romero                    | PSD     | 2.115   |            |                      |                    |
| Júlio Catalano                 | PSD     | 2.054   |            |                      |                    |
| Murilo Lavrador                | PSD     | 2.023   |            |                      |                    |
| Eduardo James                  | UDN     | 2.003   |            |                      |                    |
| Leite de Castro                | PTN     | 1.974   |            |                      |                    |
| Júlio Cesário de Melo          | PR      | 1.835   |            | Recife               | Pernambuco         |
| Jorge de Lima                  | UDN     | 1.771   |            | União dos Palmares   | Alagoas            |
| Breno da Silveira              | UDN     | 1.678   |            | Mamanguape           | Paraíba            |
| Tito Lívio                     | UDN     | 1.542   |            |                      |                    |
| Fontes:                        |         |         |            |                      |                    |